# Ivajlo Tsjotsjev
Ivaylo Lyudmilov Tsjotsjev (Bulgaars: Ивайло Людмилов Чочев) (Pleven, 18 februari 1993) is een Bulgaars voetballer die bij voorkeur als centrale middenvelder speelt. Hij verruilde in juli 2014 CSKA Sofia voor US Palermo. Tsjotsjev debuteerde in 2015 in het Bulgaars voetbalelftal.

## Clubcarrière
Tsjotsjev debuteerde in 2010 voor Chavdar Etropole in de B Grupa, het tweede niveau in Bulgarije. In totaal scoorde hij 17 doelpunten in 61 competitiewedstrijden voor de club. Op 16 januari 2013 werd hij getransfereerd naar CSKA Sofia, op dat moment actief in de hoogste divisie. Op 10 maart 2013 debuteerde hij voor CSKA Sofia, tegen PSFC Tsjernomorets Boergas. Op 11 juli 2014 tekende hij een vierjarig contract bij US Palermo, dat twee miljoen euro betaalde voor Tsjotsjev.

## Interlandcarrière
Tsjotsjev kwam uit voor diverse Bulgaarse nationale jeugdelftallen. In 2012 debuteerde hij voor Bulgarije –21.
1 Pelagotti ·
2 Doda ·
3 Corrado ·
4 Accardi ·
5 Palazzi ·
6 Crivello ·
7 Floriano ·
8 Martin ·
9 Saraniti ·
10 Silipo ·
11 Santana  ·
12 Fallani ·
13 Lancini ·
14 Valente ·
15 Marconi ·
16 Peretti ·
17 Lucca ·
18 Florio ·
19 Odjer ·
20 Kanouté ·
21 Broh ·
22 Matranga ·
23 Rauti ·
24 Somma ·
25 Cangemi ·
26 Marong ·
27 Luperini ·
29 Almici ·
Coach: Boscaglia